# Iso-Manalainen
Iso-Manalainen är en sjö i kommunen Etseri i landskapet Södra Österbotten i Finland. Arean är 40 hektar och strandlinjen är 4,18 kilometer lång. Sjön  ingår i Kumo älvs huvudavrinningsområde.   Den ligger omkring 75 kilometer öster om Seinäjoki och omkring 280 kilometer norr om Helsingfors. 
I sjön finns ön Satulakivi. 